# 邱莉莉
邱莉莉（1962年11月29日—），臺灣政治人物，民主進步黨新潮流系成員，現任台南市議會議長。曾任省轄市臺南市議會第14至16屆議員，並任直轄市臺南市議會第1至4屆議員迄今。

## 從政生涯
曾任民主進步黨臺南市黨部主委、民進黨中執委和中評委。
2008年，擔任謝長廷蘇貞昌競選總統臺南市執行總幹事、民進黨中央黨部發言人。
2014年12月30日，宣布退出一邊一國連線，轉投入新潮流系。
2015年4月1日在民進黨臺南市第三選舉區立法委員初選敗給陳亭妃。
2018年代表民進黨角逐臺南市議會議長，因同黨籍原副議長郭信良選前宣布退黨以及正國會3名議員吳通龍、周麗津、陳怡珍選前倒戈而敗選。
2022年再次代表民進黨角逐臺南市議會議長，在正國會6名議員回歸以及國民黨籍3名議員李文俊、張世賢、李鎮國選前倒戈支持下，儘管選前即已賄聲賄影，並發生議員方一峰遭恐嚇事件，仍擊敗無黨籍候選人郭信良而順利當選，民進黨成功光復台南市議會，時隔四年再次在台南市完全執政。

## 爭議
2019年1月4日，資深媒體人黃光芹於臉書批評邱莉莉，因主持廣播節目遭其多次放鴿子：「主持廣播節目2年多來，看過形形色色的政治人物，最惡質的一位，就是『放鴿子大王』、台南市議員邱莉莉」稱她為一名惡質的民代。

### 2022九合一賄選案
2022年九合一選舉，因民進黨台南市議會黨團宣布將推派邱莉莉角逐議長，引來同黨正國會派系不滿，立委陳亭妃、陳歐珀拿出邱莉莉與林志展、李宗翰、劉米山、王錦德與台南學甲88槍擊案關係人、時任民進黨中常委郭再欽同餐敘的圖片，質疑黑金介入議長、副議長選舉。12月7日晚間，邱莉莉前往臺南市警察局中正路派出所報案與追蹤涉己案件進度，失控怒罵員警，經臺南市議會大會決議，要求警察局長方仰寧下令保存監視畫面，並函送臺南地檢署依妨害公務罪嫌偵辦。
2023年1月3日，台南地檢署指揮檢調，大規模搜索台南市正副議長邱莉莉、林志展，以及跑票的原國民黨籍3名議員李文俊、張世賢、李鎮國還有其他關係人的住處及服務處，共9人被傳喚到案，漏夜訊問後，正副議長邱莉莉、林志展分別以50萬元、20萬元交保，民進黨前中執委郭再欽、曾任市議會無黨團結聯盟顧問團長的楊志強，則被檢方聲請羈押，其他人則分別以10萬到25萬元交保。
2023年2月，台南地方法院更裁邱莉莉以150萬元交保，民進黨中評會則決議通過，將邱莉莉停止黨權3年。3月2日，台南地檢署以涉嫌違反公職人員選罷法起訴議長邱莉莉、副議長林志展等10人。
2024年4月29日，台南地方法院以舉證不足，一審判決邱莉莉等全部被告無罪。
2024年5月28日，台南地檢署就一審判決提出上訴。

### 辱罵警察「三字經」 遭判刑
2022年12月，邱莉莉競選台南市議長時期，受到網路上民眾惡意攻訐。邱莉莉本人親自到台南市警二分局中正派出所提告，在與警方對談的過程中，邱莉莉辱罵分局長朱信憲、時任偵查隊長林逸新「你們都沒路用」、「你娘」等語，過程甚至多次拍桌、摔手機，台南地院法官認她犯侮辱公務員罪處拘役30日。

### 疑似針對特定商家查水表
2023年9月15日，臺南市議會程序委員會期間，審查農業部農村發展等旅遊推動計畫。會中，邱莉莉要求觀旅局會同其他局處，針對台南的休閒農場進行稽查，更特別點名「尤其南元農場去查一查」
。引起爭議，被批評掌權者恣意濫權，甚至作為尋仇的工具。因南元農場經營者就是邱莉莉涉及的議長賄選案中，負責起訴邱莉莉之黃齡慧檢察官的夫家，邱莉莉此舉被解讀是在「報老鼠冤」。

## 選舉紀錄
| 年度 | 選舉屆數               | 選舉區             | 所屬政黨   | 得票數 | 得票率 | 當選標記 | 備註 |
| ---- | ---------------------- | ------------------ | ---------- | ------ | ------ | -------- | ---- |
| 1998 | 第十四屆臺南市議員選舉 | 臺南市第三選舉區   | 民主進步黨 | 4,514  | 13.12% |          |      |
| 2002 | 第十五屆臺南市議員選舉 | 臺南市第三選舉區   | 民主進步黨 | 4,768  | 17.40% |          |      |
| 2005 | 第十六屆臺南市議員選舉 | 臺南市第三選舉區   | 民主進步黨 | 7,784  | 21.83% |          |      |
| 2010 | 第一屆臺南市議員選舉   | 臺南市第十二選舉區 | 民主進步黨 | 17,719 | 42.19% |          |      |
| 2014 | 第二屆臺南市議員選舉   | 臺南市第十二選舉區 | 民主進步黨 | 23,403 | 64.61% | 同額競選 |      |
| 2018 | 第三屆臺南市議員選舉   | 臺南市第八選舉區   | 民主進步黨 | 11,962 | 11.49% |          |      |
| 2022 | 第四屆臺南市議員選舉   | 臺南市第八選舉區   | 民主進步黨 | 10,014 | 10.90% |          |      |

## 外部連結
- 邱莉莉 臺南市議會市議員資訊網 （页面存档备份，存于）
- 臺南市議員邱莉莉部落格
- 邱莉莉的Facebook專頁